# سديم N44

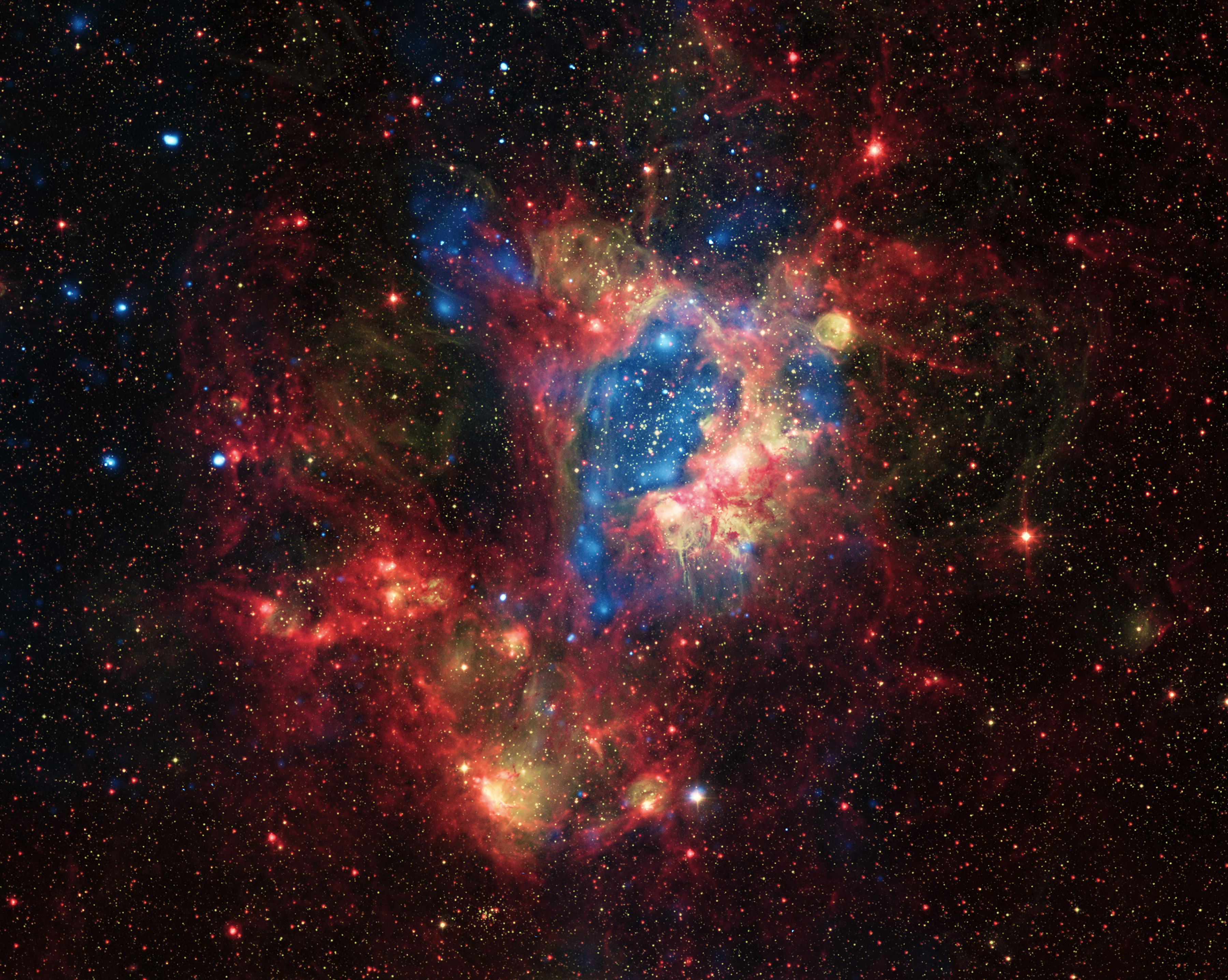
صورة مجمعّة لسديم N44 بالضوء المرئي و ضوء الأشعة تحت الحمراء والأشعة السينية.

سديم N44 هو سديم إنبعاثي ذو هيكل فقاعي فائق يقع داخل سحابة ماجلان الكبرى، وهي مجرة تابعة لدرب التبانة في كوكبة دورادو. تم تسجيله لأول مرة في "كتالوج النجوم والسدم المنبعثة من H-alpha في سحب ماجلان" الذي أصدره كارل هنيز عام 1956. يبلغ قطره حوالي 1000 سنة ضوئية ويبعد مسافة تتراوح بين 160,000 - 170,000 سنة ضوئية عن الأرض. يحتوي سديم N44 على بنية غازية فقاعية أصغر تُعرف باسم N44F.
تتشكل الفقاعة الفائقة لـ N44 نتيجة الضغط الإشعاعي الناجم عن مجموعة مكونة من 40 نجماً تقع بالقرب من مركزه، وهي نجوم زرقاء وبيضاء شديدة الإضاءة والقوة. N44F، البنية الفقاعية الأصغر، يتشكل بطريقة مشابهة، إذ يحتوي على نجم مركزي حار وضخم يُطلق رياحاً نجمية بسرعة تقارب 7 ملايين كيلومتر في الساعة، ويفقد المادة بمعدل يفوق معدل فقدان الشمس لها بمئة مليون مرة، أي ما يعادل حوالي 1,000,000,000,000,000 طن سنوياً.
تسبب التفاوت في كثافة السديم N44 في ظهور العديد من أعمدة الغبار التي قد تخفي عمليات تكوين النجوم. يُعتقد أن هذا التفاوت ناتج عن تأثير المستعرات الأعظمية السابقة في محيط N44، حيث أن العديد من النجوم التي تكونت فيه ستنتهي في النهاية كمستعرات عظمى. تم تأكيد تأثيرات هذه المستعرات الأعظم من خلال ؤصد سديم N44 بالأشعة السينية.
تم تصنيف سديم N44 كسديم انبعاثي بسبب إحتوائه على مناطق كبيرة من الهيدروجين المتأين. ومع ذلك، فإن أقوى ثلاثة خطوط إنبعاث في السديم هي من ذرات الأوكسجين المتأين منفرداً، والتي تنبعث عند طول موجة فوق بنفسجية يبلغ 372.7 نانومتر، وذرات الأوكسجين مزدوجة التأين، التي تنبعث عند طول موجي أزرق مخضر يبلغ 500.7 نانومتر، وذرات الهيدروجين المحايدة التي تنبعث منها خط الهيدروجين ألفا عند طول موجة أحمر يبلغ 656.2 نانومتر. 

## صالة عرض

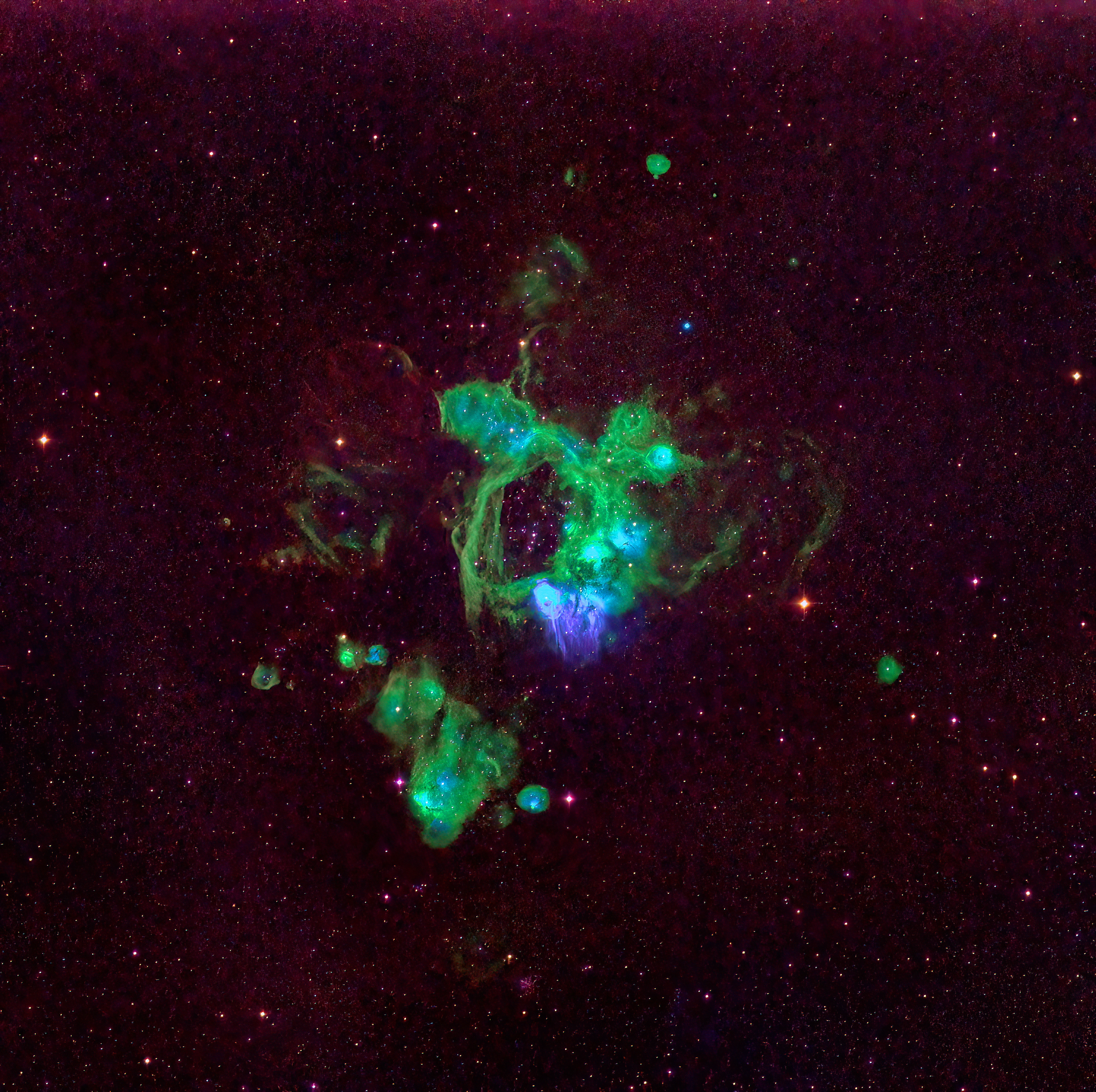
صورة لسديم N44 بفلاتر الغازات Ha/OIII/SII